# Andrea Doria (D553)
Pour les articles homonymes, voir Andrea Doria (homonymie).
L'Andrea Doria est un destroyer / frégate en service dans la marine italienne. Avec son navire-jumeau Caio Duilio, il forme la sous-classe Andrea Doria ; ces deux navires, avec les navires français Forbin et Chevalier Paul, forment la classe Horizon. L'Andrea Doria porte le numéro de coque D553 selon la classification de l'OTAN.

## Histoire
Le destroyer est le cinquième navire de la marine italienne à porter ce nom, en référence à l'amiral et général génois de la Renaissance Andrea Doria. Le navire est officiellement mis en service à Riva Trigoso le 22 décembre 2007. Déployée dans l'océan Indien pour l'opération anti-piraterie Atalante, l'Andrea Doria mène une brève action avec des pirates le 22 novembre 2011. Aucun des deux navires n'est endommagé. Lors de l'opération Ocean Shield, l'Andrea Doria porte secours au navire marchand chypriote Pacific Express, qui faisait l'objet d'une tentative d'abordage par des pirates armés.
En 2012, le destroyer est commandé par Fabrizio Cerrai.
Le 5 septembre 2015, le bâtiment atteint Brest pour un chargement de vivres, de carburant et de munitions, avant de participer à l'exercice des marines de l'OTAN baptisé « Joint Warrior ».
Après un exercice conjoint et international réalisé en Méditerranée central et baptisé « Mare Aperto », l'Andrea Doria accoste en mai 2017 dans le port de Naples, accompagné du porte-avions Cavour. Durant deux jours, les navires sont amarrés dans une zone civile où de nombreuses activités sont prévues comme des visites guidées à bord.
Le 7 juin 2021, le destroyer conduit le groupe naval britannique du porte-avions HMS Queen Elizabeth à travers le détroit de Messine dans le cadre de l'entraînement conjoint entre la marine italienne et la Royal Navy depuis le 30 mai. L'Andrea Doria mène de nombreuses activités de formation avec les différentes unités du dispositif, dont le premier atterrissage d'un hélicoptère italien sur le pont d'envol du porte-aéronefs britannique.
L'Andrea Doria participe, aux cotés d'unités de la marine espagnole, à une série d'exercices dans le cadre des essais NEMO (Naval Electro Magnetic Operations), l'une des activités de formation les plus importantes menées par l'OTAN dans le domaine de la guerre électronique et de la défense antimissile d'une force navale. L'exercice s'est déroulé 1er au 4 novembre 2022 dans les eaux du golfe de Cadix sous la direction du capitaine Gonzalo Leira Neira, embarqué sur la frégate espagnole Méndez Núñez.
Jusqu'en décembre 2022, il opère au sein de la force navale multinationale Standing NATO Maritime Group 2 (SNMG2). Sa mission opérationnelle est d'assurer la protection et l'escorte des porte-avions de l'OTAN transitant par la Méditerranée, en particulier le soutien et la protection constante du Carrier Strike Group 10 composé du porte-avions USS George H. W. Bush, du croiseur USS Leyte Gulf et du destroyer USS Truxtun, tout en effectuant également des tâches de contrôle de l'espace aérien et de la défense aérienne du porte-avions.
À partir du 20 juillet 2024, le navire est assigné à l'opération Aspides, remplaçant la frégate italienne Virginio Fasan,. Il est le navire amiral de l'opération depuis le 8 août 2024 avec à son bord le commodore Massimo Bonu.